# El grupo
El grupo és una sèrie de televisió espanyola produïda per Estudios Picasso i Globomedia. La sèrie dramàtica va ser emesa en Telecinco entre el 17 de setembre de 2000 i 7 de gener de 2001.

## Argument
Gloria, una neurocirurgiana d'èxit, però incapaç de mantenir una relació; Rafael, un taxista insegur; Marga, una dona a la qual el seu marit la deixa per la seva millor amiga; Carlos, un advocat insatisfet; Fidel, un noi amb problemes; i Arantxa, una tímida adolescent; assisteixen a les sessions conjuntes de psicoteràpia de Jorge Allèn, amb l'única condició de no veure's després de sortir d'elles.

## Repartiment
- Héctor Alterio com Jorge Allende.
- Cristina Marcos com Gloria Moncada.
- Antonio Molero com Rafa Zárate.
- Mariola Fuentes com Marga Montesinos.
- Juli Fàbregas com Carlos Balaguer.
- Unax Ugalde com Fidel Ortiz.
- Bárbara Goenaga com Arantxa Ortega.
- Lola Herrera com Adela.
- Secun de la Rosa com Álvaro.
- Alejo Sauras

## Recepció i crítica
Luis Carmona al seu Diccionario de series españolas de televisión qualifica a aquesta sèrie com "una de les millors sèries nacionals de tots els temps...i un dels seus majors fracassos d'audiència." La sèrie es va començar a emetre al setembre de 2000, però va sofrir una aturada d'un mes per la seva escassa audiència i finalment va passar a emetre's a última hora de la nit.

## Episodis
Temporada 1
1. A mí, en realidad, no me pasa nada (17 de setembre de 2000).
2. Una granja, un espantapájaros y un enano con dientes (24 de setembre de 2000).
3. El triunfo del mejor espermatozoide entre millones (1 d'octubre de 2000).
4. Etiquetas, formularios, fotos y demás papeles (8 d'octubre de 2000).
5. Yo no quería, lo hice por ti (19 d'octubre de 2000).
6. ¿Donde vas a dormir esta noche? (26 d'octubre de 2000).
7. La revolución obrera (2 de novembre de 2000).
8. Una cura de Humildad (9 de novembre de 2000).
9. ¿Los delfines rosas saben nadar? (16 de novembre de 2000).
10. Te quise desde que me llevaste a merendar a las Vistillas (17 de desembre de 2000).
11. No te vayas, pero no me toques (7 de gener de 2001).

## Premis i nominacions
Premis
- Fotogramas de Plata 2000,[3]
  - Millor actriu de televisió, Cristina Marcos.

Nominacions
- Fotogramas de Plata 2000
  - Millor actor de televisió, Héctor Alterio.
- Unión de Actores y Actrices, 2001
  - Millor interpretació de repartiment, Secun de la Rosa.
  - Millor actor revelació, Unax Ugalde.